# 西萊克斯足球俱樂部
西萊克斯足球俱樂部是北馬其頓共和國的一家足球俱樂部，位於克拉托沃。球隊目前參加馬其頓足球甲級聯賽的賽事。

## 历史
俱乐部成立于1965年，最初参加南斯拉夫地区联赛。该俱乐部以克拉托沃附近的西莱克斯铅锌矿命名，该矿在当地经济中发挥了重要作用，并为球队提供了财政支持。尽管是一个小俱乐部，但俱乐部还是逐渐在地区比赛中积累起了球迷的支持。
西莱克斯的第一次重大突破发生在1990年代初，马其顿宣布脱离南斯拉夫独立。1992年，马其顿足球甲级联赛成立，俱乐部成为创始成员之一，并迅速崛起。
1990 年代，西莱克斯成为马其顿最强大的球队之一。1995年，俱乐部夺得馬其頓盃冠军，这是俱乐部首次赢得国内重大赛事奖杯。随后西莱克斯在1995–96赛季赢得了首个联赛冠军，并在接下来的两个赛季成功卫冕，实现了历史性的“三连冠”，在1996–97赛季更是加冕国内联赛和杯赛双冠王。这段辉煌时期巩固了西莱克斯作为马其顿顶级球队之一的地位。
2000年代初期，西莱克斯遭遇多项挑战。财务困难、管理层的变化以及马其顿其他足球俱乐部的崛起，导致俱乐部的成绩下滑，并在2013–14赛季、2021–22赛季两度降入乙级联赛，不过均仅用一个赛季即重返甲级联赛。

## 荣誉
马其顿足球甲级联赛
- 冠军 (3)：1995–96, 1996–97, 1997–98

馬其頓乙組足球聯賽
- 冠军 (2)：2013–14, 2021–22

馬其頓盃
- 冠军 (3)：1993–94, 1996–97, 2020–21

馬其頓共和國盃
- 冠军 (2)：1988–89, 1989–90

## 外部連結
- Club info at MacedonianFootball.com （页面存档备份，存于） （英文）
- Sileks at UEFA.COM （页面存档备份，存于） （英文）
- Sileks at EUFO.DE （页面存档备份，存于） （德文）
- Sileks at Weltfussball.de （页面存档备份，存于） （德文）
- Sileks at transfermarkt.de （德文）